# Середмістя (Лодзь)
Середмістя (пол. Śródmieście) — до 31 грудня 1992 р. район міста Лодзь, з 6,8 км², на якій проживає приблизно 62,4 тис. осіб.

## Історія

1. Балути
2. Відзев
3. Середмістя
4. Полісся
5. Гурна

Адміністративний район середмістя був створений постановою Національної ради міста Лодзь від 27 травня 1946 року як один із трьох районів Лодзі, створених на той час.
Поділ міста тоді базувався на критерії природних та ландшафтних меж, якими були кільцева залізнична лінія та зона знесення між центром міста та північною його частиною.
Район середмістя був обмежений зі сходу, півдня та заходу кільцевими залізничними коліями — зі сходу та півдня цей кордон збігався з кордоном міста Лодзь у 1915—1939 та 1945—1946 роках.
З північної сторони межа району спочатку проходила вздовж вулиць Телефонічна, Північна, Оґродова та Сребжинська. У наступні роки вона зазнала незначних коригувань.